# Cory (Vorname)
Cory ist ein weiblicher und auch männlicher Vorname.
Außerdem ist er ein Familienname, siehe Cory.

## Verbreitung
Der Vorname Cory ist in erster Linie im englischen Sprachraum gebräuchlich.

## Namensträger Vorname
- Cory Aldridge (* 1979), US-amerikanischer Baseballspieler
- Cory Arcangel (* 1978), US-amerikanischer Medienkünstler
- Cory Asbury (* 1985), US-amerikanischer Sänger und Songwriter
- Cory Booker (* 1969), US-amerikanischer Politiker
- Cory Chase (* 1981), US-amerikanische Pornodarstellerin
- Cory Conacher (* 1989), kanadischer Eishockeyspieler
- Cory Doctorow (* 1971), kanadischer Schriftsteller und Journalist
- Cory Everson (* 1958), US-amerikanische Bodybuilderin und Schauspielerin
- Cory Gibbs (* 1980), US-amerikanischer Fußballspieler
- Cory Jane (* 1983), neuseeländischer Rugbyspieler
- Cory Kennedy (* 1990), US-amerikanische Internet-Persönlichkeit
- Cory Lee (* 1984), kanadische Sängerin und Schauspielerin
- Cory Lerios (* 1951), US-amerikanischer Pianist und Sänger
- Cory Lidle (1972–2006), US-amerikanischer Baseballspieler
- Cory Marks (* 1989), kanadischer Sänger
- Cory Monteith (1982–2013), kanadischer Schauspieler
- Cory Morrow (* 1972), US-amerikanischer Sänger
- Cory Sarich (* 1978), kanadischer Eishockeyspieler
- Cory Spinks, (* 1978), US-amerikanischer Boxer
- Cory Stillman (* 1973), kanadischer Eishockeyspieler
- Cory Williams (Schauspieler) (* 1981), US-amerikanischer Schauspieler und Youtuber